# Ballard’s Ash
Ballard’s Ash – wieś w Anglii, w hrabstwie Wiltshire. Leży 54 km na północ od miasta Salisbury i 124 km na zachód od Londynu.